# نیکلای رریخ
نیکلاس رریخ (‎/ˈrɜːrɪk/‎; ۹ اکتبر ۱۸۷۴ – ۱۳ دسامبر ۱۹۴۷) – شناخته شده با نام نیکلای کنستانتینویچ رریخ (روسی: Никола́й Константи́нович Ре́рих) - نقاش، نویسنده و باستان‌شناس روسی بود.
وی در سن پترزبورگ، امپراتوری روسیه، متولد شد و در مکان‌های مختلفی در سراسر جهان تا زمان مرگش زندگی کرد. وی در زمان مرگش در هیماچال پرادش بود. وی به عنوان هنرمند و وکیل آموزش دیده بود و فعالیت اصلی او در ادبیات، فلسفه، باستان‌شناسی و، به خصوص، هنر بود. او چندین بار نامزد جایزه صلح نوبل شد و در آوریل ۱۹۳۵ به افتخارش پیمان رریخ در قانون ایالات متحده و بسیاری از کشورهای سازمان کشورهای آمریکایی وضع شد.

## نگارخانه

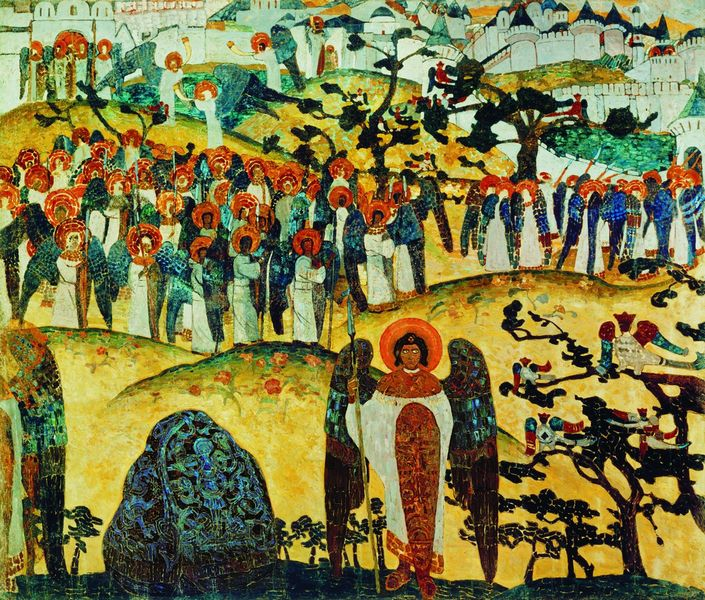
Treasure of angels